# Цейтлин, Михаил Семёнович
Михаил Семёнович Цейтлин (род. 16 июня 1947 года, Бобруйск) — немецкий (с 1995), ранее советский шахматист, гроссмейстер (1987). Врач-стоматолог.
Двукратный чемпион Москвы (1976 (с С. Макарычевым) и 1977). Лучшие результаты в международных турнирах: Перник (1977 и 1981) — 1-е и 1—4-е; Наленчув (1979) — 1—3-е; Лодзь (1980) — 2—4-е; Градец-Кралове
(1982/1983) — 3—6-е; Прага (1983 и 1985) — 1-е места.
Гроссмейстер ИКЧФ с 1990 года. Лучшие результаты в турнирах по переписке: 3-е место в мемориале Симагина (1985), 1-е место в мемориале Маркова (1987).
В составе сборной СССР участник 3-й Телешахолимпиады (1989/1990). Команда СССР дошла до полуфинала.
В составе клуба «Локомотив» участник 7-го Кубка европейских клубов (1989/1990).
Участник 3-х отборочных этапов 2-го Кубка мира, проводившегося Ассоциацией гроссмейстеров (1988—1989).

## Изменения рейтинга
| Графики недоступны из-за технических проблем. См. информацию на Фабрикаторе и на mediawiki.org. |